# Qiu Miaojin
Qiu Miaojin (pinyin: Qīu Mìaojīn, född 29 maj 1969 i Changhua, död 25 juni 1995 i Paris (självmord), var en taiwanesisk författare.
Hon flyttade till Paris 1994.

### Romaner
- Krokodilen anteckningar (鱷魚手記, 1994)
- Testamente från Montmartre (蒙馬特遺書, 1996)

### Dagböcker
- Dagbok 1989-1995 (邱妙津日記, 2007)